# قرة قباق سفلي
قرة قباق سفلي هي قرية في مقاطعة بارس أباد، إيران. عدد سكان هذه القرية هو 807 في سنة 2006.